# Flugplatz Giebelstadt

i7
i11
i13

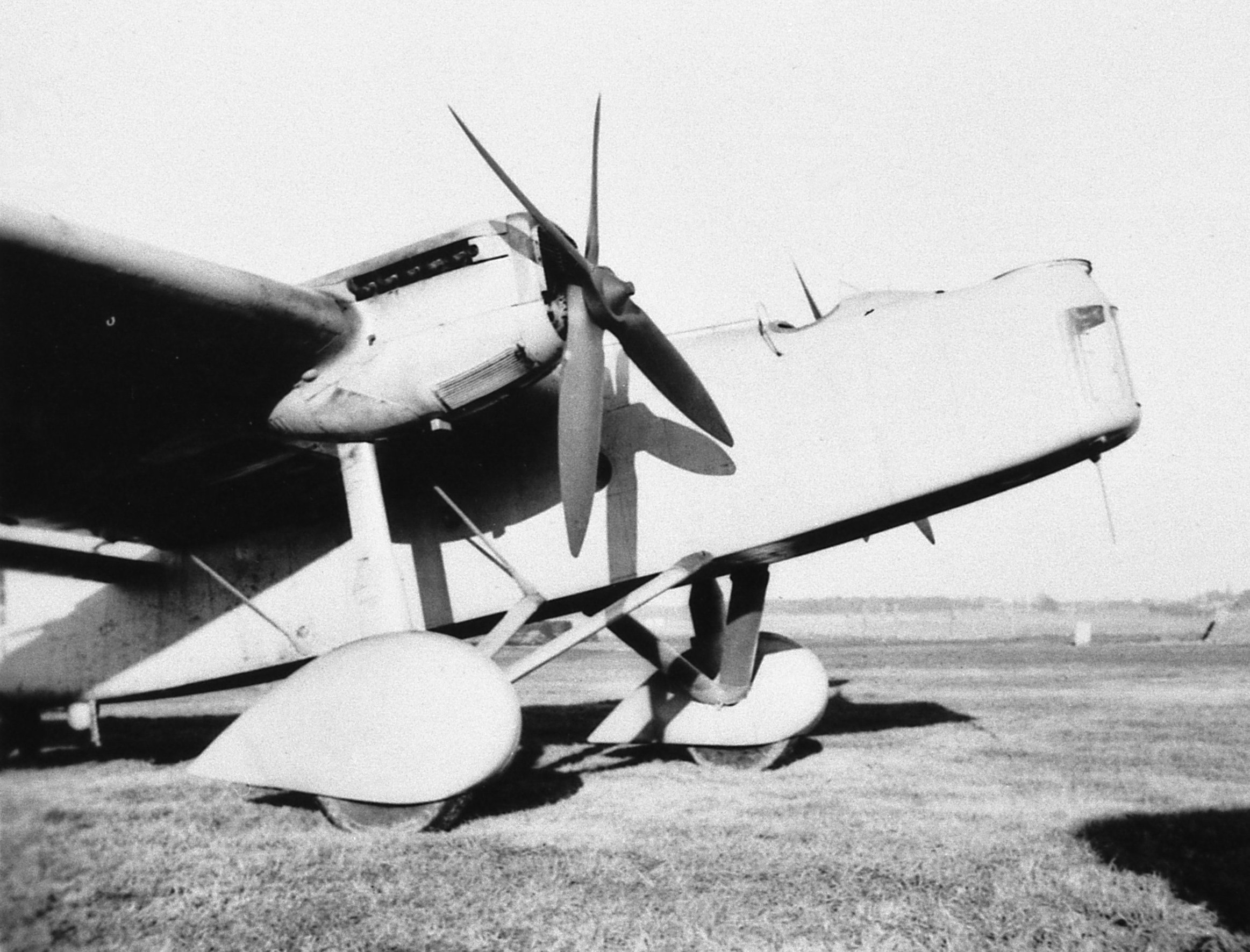
Dornier Do 23, u. a. im KG 455 in Giebelstadt ab Sommer 1935

Der Flugplatz Giebelstadt (ICAO-Code: EDQG) ist ein Verkehrslandeplatz 16 Kilometer südlich von Würzburg.

## Geschichte des Flugplatzes

### Fliegerhorst der Wehrmacht
Der Flugplatz wurde 1935 als Fliegerhorst von der Luftwaffe erbaut und am 17. September 1936 bei einer Truppenparade von Adolf Hitler eröffnet. Die ersten stationierten Flugzeuge waren Bomber des Typs Dornier Do 23, die zum Kampfgeschwader 455 Fliegergruppe Giebelstadt gehörten. Im Juli 1938 wurden die Heinkel He 111 Bomber der III. Gruppe des Kampfgeschwaders 355 vom Flugplatz Illesheim nach Giebelstadt verlegt. Aus der III. Gruppe des KG 355 ging am 1. Mai 1939 durch Umbenennung die III. Gruppe des Kampfgeschwaders 53 (III./KG 53) hervor, welche auch zu Beginn des Zweiten Weltkrieges in Giebelstadt stationiert war. Vom Flugplatz Giebelstadt aus wurden im Zweiten Weltkrieg etliche Einsätze an die Front in Frankreich geflogen; außerdem wurden hier unter strenger Geheimhaltung die ersten Versuche mit der düsengetriebenen Messerschmitt Me 262 und der raketengetriebenen Messerschmitt Me 163 gestartet. Um diese Tests geheim zu halten, wurde der Name „Giebelstadt“ von allen deutschen Landkarten gestrichen. Der Flugplatz Giebelstadt wurde gegen Kriegsende das Ziel schwerer Bombenangriffe. Die Schäden am Fliegerhorst wurden dann 1944 durch Häftlinge des KZ Flossenbürg repariert und diese auch zum Ausbau des Fliegerhorstes eingesetzt.
Die folgende Tabelle listet vollständig alle fliegenden aktiven Einheiten (ohne Schul- und Ergänzungsverbände) der Luftwaffe auf, die hier zwischen 1937 und 1945 stationiert waren.
| Von           | Bis            | Einheit                                         | Ausrüstung                                         |
| ------------- | -------------- | ----------------------------------------------- | -------------------------------------------------- |
| Oktober 1935  | April 1936     | Kampfgeschwader 455 „Fliegergruppe Giebelstadt“ | Dornier Do 23, Junkers Ju 52, Junkers W 34         |
| April 1936    | Februar 1938   | I./KG 155 (I. Gruppe des Kampfgeschwader 155)   | Dornier Do 23, Dornier Do 17E                      |
| Juli 1938     | Mai 1939       | III./KG 355                                     | Heinkel He 111E, He 111H                           |
| Mai 1939      | Februar 1940   | III./KG 53                                      | Heinkel He 111H                                    |
| Februar 1940  | Mai 1940       | I./KG 2                                         | Dornier Do 17Z                                     |
| Oktober 1940  | März 1941      | I./KG 76                                        | Dornier Do 17Z, Junkers Ju 88A                     |
| Juni 1941     | Juni 1941      | III./KG 1                                       | Junkers Ju 88A                                     |
| Dezember 1941 | Januar 1942    | Stab, I./KG 77                                  | Junkers Ju 88A-4                                   |
| April 1942    | Mai 1942       | II./KG 76                                       | Junkers Ju 88A-4, Ju 88C-6                         |
| August 1944   | September 1944 | III./KG 100                                     | Dornier Do 217K-2, Do 217K-3, Do 217M-1, Do 217E-5 |
| August 1944   | März 1945      | Stab, I./KG(J) 54                               | Messerschmitt Me 262A-2, Me 262B-1                 |
| März 1945     | März 1945      | Stab, I./KG 51                                  | Messerschmitt Me 262A-1, Me 262A-2                 |

### Giebelstadt Airfield/Air Base/Army Airfield
Noch vor der Kapitulation der Wehrmacht wurde der Flugplatz am 3. April 1945 von Truppen der amerikanischen 12th Armored Division eingenommen und am 5. April von den United States Army Air Forces (USAAF) als Advanced Landing Ground ALG Y-90 ausgewiesen und als Einsatzflugfeld von der Ninth Air Force der United States Army Air Forces in Betrieb genommen. Sie nutzte ihn zunächst bis zum 21. Mai 1945 als Jägerflugplatz mit Republic P-47 Thunderbolt und Northrop P-61 Black Widow.
Ab dem 9. Mai 1945 wurde der Platz in „AAF Station Giebelstadt“ umbenannt und permanent betrieben. Später wurde der neue Name in „Giebelstadt Army Airfield“ geändert und schließlich in „Giebelstadt Airfield“.

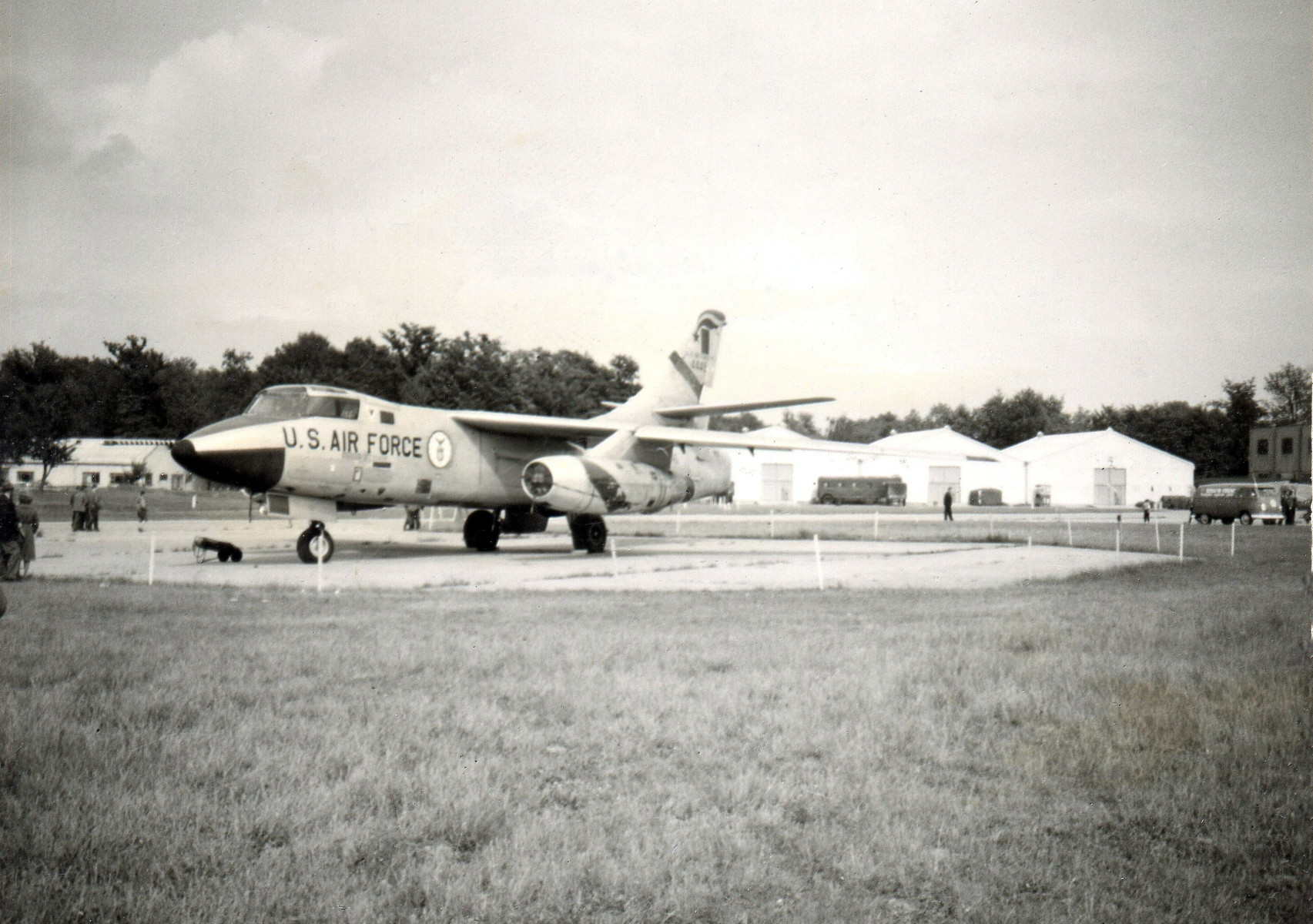
USAFE Douglas RB-66B Destroyer der 1st TRS (Tactical Reconnaissance Squadron), 10th TRW, aus Alconbury (UK) in Giebelstadt, Juni 1961

Im Jahr 1947 wurde die Landebahn auf ihre jetzige Länge ausgebaut. Stationiert waren hier unter anderem U2-Spionageflugzeuge. Vom 15. Januar 1948 bis 1950 war der Flughafen geschlossen und nur mit einer Wachmannschaft besetzt. Die United States Air Forces in Europe nutzten den Platz bis 1968.
Später wurde der Flugplatz durch Raketeneinheiten der US-Armee und durch die Bundeswehr genutzt. Ab 1981 waren in Giebelstadt Hubschrauberverbände der United States Army stationiert.

### Zivile (Mit-)Nutzung

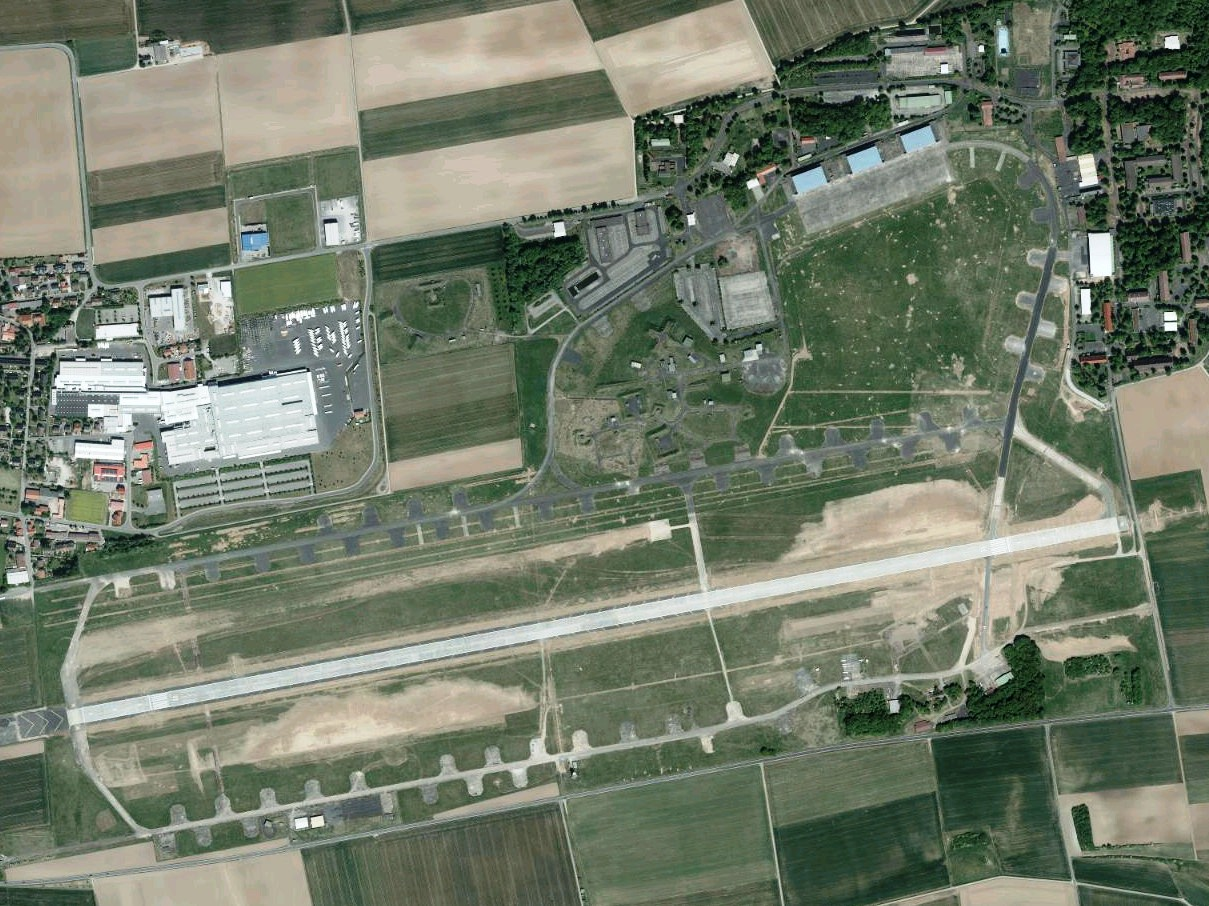
Flugplatz im Jahr 2012

Bereits in den 1980er Jahren wurden auf dem Flugplatz verschiedene Rennen ausgetragen. Dies waren Motorradrennen in verschiedenen Klassen, veranstaltet durch den ADAC-Ortsclub Würzburg, aber auch Dragsterrennen, die von der Hanau Auto Racing Association (H.A.R.A.) veranstaltet wurden.
Im Jahr 1994 wurde durch die US-Amerikaner auch die zivile Mitbenutzung des Flugplatzes erlaubt, die am 23. Juni 2006 endgültig abzogen. Bis 2003 wurde die Start- und Landebahn durch den Freistaat Bayern saniert. Von 2009 bis 2011 wurden 16 Tonnen Blindgänger aus dem Zweiten Weltkrieg beseitigt. In der Zeit von 2006 bis 2009 wurde der Sport- und Geschäftsflugbetrieb von den ansässigen Flugsportvereinen, zeitweise durch ehrenamtliche Tätigkeiten, aufrechterhalten.
Der Flugplatz wurde anschließend von einer Holdinggesellschaft erworben, die aus dem Markt Giebelstadt und dem Unternehmen Knauf besteht.
Die Nutzung des Flugplatzes ist auch der „Zivile Mitbenutzung Flugplatz Giebelstadt GmbH“ möglich, einem Zusammenschluss der Unternehmen Knauf, s.Oliver und der Südzucker AG.
Während der Fußball-Weltmeisterschaft 2006 wurde der Mannschaftstransfer zu diversen Spielaustragungsorten abgewickelt. So flog die Nationalmannschaft von Ghana, welche während der WM ihr Quartier in Würzburg hatte, von Giebelstadt aus zu ihren Spielen. Auch die in Bad Kissingen einquartierte Nationalmannschaft von Ecuador nutzte diese Einrichtung.
Im Januar 2010 erteilte das Luftamt Nordbayern die Genehmigung für den Betrieb des Flugplatzes Giebelstadt als Verkehrslandeplatz. Es dürfen maximal 7500 Flugbewegungen pro Jahr stattfinden; der Flugbetrieb ist nur zwischen 6 und 22 Uhr gestattet. Im Januar 2012 wurde für beide Anflugrichtungen ein Instrumentenanflugverfahren (GPS) eingeführt.
Bekanntheit erlangte der Flugplatz unter anderem durch einen Wetterballonaufstieg von Schülern des Friedrich-Koenig-Gymnasiums, die Videoaufnahmen aus der Stratosphäre machten.
Im Jahr 2006, wie auch im Dezember 2012 erneut, wurde bekannt, dass der Billigfluganbieter Ryanair Giebelstadt in seinen Flugplan aufnehmen wolle. Entsprechende Anfragen von Ryanair wurden durch die Betreiber des Giebelstadter Flugplatzes wiederholt abgelehnt. Unter anderem wurde festgestellt, dass derartige Flüge technisch und luftrechtlich nicht möglich seien.

## Zwischenfälle
- Am 9. Juli 1947 kehrten die Piloten einer Boeing B-29 Superfortress der United States Army Air Forces (USAAF) (Luftfahrzeugkennzeichen 44-84074) kurz nach dem Start vom Flugplatz Giebelstadt wegen Motorproblemen zur Notlandung zurück. Der Pilot schätzte den Landeanflug falsch ein, und die Maschine prallte kurz vor der Landebahn auf dem Boden auf. Das Flugzeug zerbrach in mehrere Teile. Dennoch überlebten alle 8 Insassen den Unfall.[7]

- Am 15. Mai 1951 verunglückte eine Douglas DC-3/C-47A-25-DK der United States Air Force (USAF) (42-93720) beim Start vom Flugplatz Giebelstadt. Es entstand Totalschaden.[8]

- Am 11. Juni 1973 verunglückte ein Hubschrauber des Typs Bell AH-1G Cobra der United States Army (70-16049) bei einer Vorführung. Der Unfall forderte vier Tote unter den Zuschauern; die zweiköpfige Besatzung überlebte.[9][10]

- Am 2. November 1984 kam es zur Bruchlandung einer Lockheed C-130E Hercules der United States Air Force (USAF) (68-10946). Im Endanflug wurde die Maschine von starken Winden erfasst, brach beim Aufsetzen das Fahrwerk zusammen und Triebwerk Nummer 1 fing Feuer. Die Luftschraube brach auseinander. Drei Besatzungsmitglieder wurden verletzt, es gab jedoch keine Toten.[11][12]